# いわき三和インターチェンジ
いわき三和インターチェンジ（いわきみわインターチェンジ）は福島県いわき市三和町合戸にある磐越自動車道のインターチェンジ。

## 道路

### 本線
- E49 磐越自動車道（1番）

### 接続する道路
直接接続
- 国道49号
- 福島県道66号小名浜小野線

## 料金所
- ブース数：4

### 入口
- ブース数：2
  - ETC専用：1
  - 一般：1

### 出口
- ブース数：2
  - ETC専用：1
  - 一般：1

## 形状
トランペット型

## 周辺
- 好間渓谷
- 水石山公園

## 隣
E49 磐越自動車道
(16-1) いわきJCT - (1) いわき三和IC - 差塩PA - (2) 小野IC